# Miss Spider/Episodenliste
Diese Episodenliste enthält alle Episoden der US-amerikanisch, britisch, kanadischen Zeichentrickserie Miss Spider, sortiert nach der Produktionsreihenfolge. Die Serie lief von 2004 bis 2008.

## Übersicht
| Staffel | Episodenanzahl | Erstausstrahlung Kanada | Erstausstrahlung Kanada | Deutschsprachige Erstausstrahlung | Deutschsprachige Erstausstrahlung |
| Staffel | Episodenanzahl | Staffelpremiere         | Staffelfinale           | Staffelpremiere                   | Staffelfinale                     |
| ------- | -------------- | ----------------------- | ----------------------- | --------------------------------- | --------------------------------- |
| 1       | 14 (28)        | 7. September 2004       | 14. Februar 2005        | 21. August 2006                   | 17. September 2006                |
| 2       | 12 (21)        | 15. März 2005           | 16. März 2006           | 8. September 2006                 | 27. Oktober 2006                  |
| 3       | 17 (34)        | 18. März 2006           | 26. Oktober 2008        | 26. September 2006                | 8. Oktober 2015                   |
| Special | Special        | 24. Juli 2006           | 24. Juli 2006           |                                   |                                   |

## Staffel 1
| Nr. (ges.) | Nr. (St.) | Deutscher Titel                   | Originaltitel                     | Erstausstrahlung Kanada | Deutschsprachige Erstausstrahlung (D) |
| ---------- | --------- | --------------------------------- | --------------------------------- | ----------------------- | ------------------------------------- |
| 1a         | 1a        | Ich Fliege Davon                  | I'll Fly Away                     | 7. Sep. 2004            | 21. Aug. 2006                         |
| 1b         | 1b        | Voll Verpuppt                     | All Pupa'ed Out                   | 7. Sep. 2004            | 21. Aug. 2006                         |
| 2a         | 2a        | Mutterkrabblertag                 | Bug Your Mom Day                  | 8. Sep. 2004            | 28. Aug. 2006                         |
| 2b         | 2b        | Regentag in Sunny Patch           | A Cloudy Day in Sunny Patch       | 8. Sep. 2004            | 28. Aug. 2006                         |
| 3a         | 3a        | Etwas stinkt in Sunny Patch       | Something's Stinky in Sunny Patch | 15. Sep. 2004           | 23. Aug. 2006                         |
| 3b         | 3b        | Der Hör-Spaziergang               | The Listening Walk                | 15. Sep. 2004           | 23. Aug. 2006                         |
| 4a         | 4a        | Landeier                          | Country Bug-Kin                   | 11. Sep. 2004           | 24. Aug. 2006                         |
| 4b         | 4b        | Ein Stern fiel auf Sunny Patch    | A Star Fell on Sunny Patch        | 11. Sep. 2004           | 24. Aug. 2006                         |
| 5a         | 5a        | Immer Schön Langsam               | A Little Slow                     | 13. Sep. 2004           | 17. Sep. 2006                         |
| 5b         | 5b        | Haltet Die Zauberbohnen!          | Stalking the Beanstalk            | 13. Sep. 2004           | 17. Sep. 2006                         |
| 6a         | 6a        | Familienzirkus                    | Family Circus                     | 13. Sep. 2004           | 28. Aug. 2006                         |
| 6b         | 6b        | Acht Hände Sind Zu Wenig          | Eight Is Not Enough               | 13. Sep. 2004           | 26. Aug. 2006                         |
| 7a         | 7a        | Die Marinrose                     | The Marin Rose                    | 13. Sep. 2004           | 29. Aug. 2006                         |
| 7b         | 7b        | Eine klebrige Angelegenheit       | A Sticky Situation                | 13. Sep. 2004           | 29. Aug. 2006                         |
| 8a         | 8a        | Alles Gute zum Baumtag            | Happy Heartwood Day               | 14. Feb. 2005           | 30. Aug. 2006                         |
| 8b         | 8b        | Erdhaus-Regeln                    | Ground House Rules                | 14. Feb. 2005           | 30. Aug. 2006                         |
| 9a         | 9a        | Hochfliegende Freunde             | Fly Away Friends                  | 10. Sep. 2004           | 31. Aug. 2006                         |
| 9b         | 9b        | Gute Nacht Geschichte             | Bedtime Story                     | 10. Sep. 2004           | 31. Aug. 2006                         |
| 10a        | 10a       | Sing Nur, Schwester               | Sing It Sister                    | 14. Sep. 2004           | 1. Sep. 2006                          |
| 10b        | 10b       | Vorameisung                       | Ant-tution                        | 14. Sep. 2004           | 1. Sep. 2006                          |
| 11a        | 11a       | Was für ein Netz-Wirrwarr         | What A Tangled Web                | 17. Sep. 2004           | 4. Sep. 2006                          |
| 11b        | 11b       | Heulsuse                          | Cry Buggie                        | 17. Sep. 2004           | 4. Sep. 2006                          |
| 12a        | 12a       | Wackels Schnörkel                 | Wiggle’s Squiggles                | 16. Sep. 2004           | 11. Sep. 2006                         |
| 12b        | 12b       | Der Basketbeer Blues              | Basketberry Blues                 | 16. Sep. 2004           | 11. Sep. 2006                         |
| 13a        | 13a       | Eine Schlangen-Schreck-Geschichte | A Scary Scary Tale                | 25. Okt. 2004           | 6. Sep. 2006                          |
| 13b        | 13b       | Krabbloweenspektakel              | A Bug-a-Boo Day Play              | 25. Okt. 2004           | 6. Sep. 2006                          |
| 14a        | 14a       | Der Traumkäfer                    | Humbug                            | 10. Dez. 2004           | 7. Sep. 2006                          |
| 14b        | 14b       | Mit Schwung Durch Den Schnee      | Dashing Through the Snow          | 10. Dez. 2004           | 7. Sep. 2006                          |

## Staffel 2
| Nr. (ges.) | Nr. (St.) | Deutscher Titel                      | Originaltitel                   | Erstausstrahlung Kanada | Deutschsprachige Erstausstrahlung (D) |
| ---------- | --------- | ------------------------------------ | ------------------------------- | ----------------------- | ------------------------------------- |
| 15a        | 1a        | Das große Seh-Nix-Um                 | No-See-Um is Believin’!         | 15. März 2005           | 8. Sep. 2006                          |
| 15b        | 1b        | Eine kleine Krabblermusik            | A Little Bug Music              | 15. März 2005           | 8. Sep. 2006                          |
| 16a        | 2a        | Probier Mal!                         | Taste-Bugs                      | 16. März 2005           | 11. Sep. 2006                         |
| 16b        | 2b        | Auf Dem Wipfel                       | Top O’Big Tree                  | 16. März 2005           | 11. Sep. 2006                         |
| 17a        | 3a        | Käpt’n Sunny Patch                   | Captain Sunny Patch             | 13. März 2006           | 12. Sep. 2006                         |
| 17b        | 3b        | Käpt’n Sunny Patch fliegt wieder     | Captain Sunny Patch Flies Again | 13. März 2006           | 12. Sep. 2006                         |
| 18a        | 4a        | Die Krabblergrippe                   | The Bug Flu                     | 18. März 2006           | 27. Okt. 2006                         |
| 18b        | 4b        | Wer Zu Spät Kommt                    | A Time Telling Tale             | 27. Okt. 2006           | 27. Okt. 2006                         |
| 19a        | 5a        | Der Stammbaum                        | Family Tree                     | 17. März 2005           | 14. Sep. 2006                         |
| 19b        | 5b        | Der Nervenkasper                     | The Jitterbug                   | 17. März 2005           | 14. Sep. 2006                         |
| 20a        | 6a        | Der Denkstein                        | The Thinking Stone              | 15. März 2006           | 15. Sep. 2006                         |
| 20b        | 6b        | Der große böse Krabbler-Sitter       | Big Bad Buggysitter             | 15. März 2006           | 15. Sep. 2006                         |
| 21a        | 7a        | Ich Sehe Was, Was Du Nicht           | Seeing Straight                 | 16. März 2006           | 18. Sep. 2006                         |
| 21b        | 7b        | Angestammt!                          | Stumped!                        | 16. März 2006           | 18. Sep. 2006                         |
| 22a        | 8a        | Kein Bein Zu Viel                    | Eight Legs Up                   | 20. Feb. 2006           | 19. Sep. 2006                         |
| 22b        | 8b        | Schneller, Mom!                      | Spider Mom                      | 20. Feb. 2006           | 19. Sep. 2006                         |
| 23a        | 9a        | Beste Krabbel-Freunde                | Best Bug Buddies                | 20. März 2006           | 20. Sep. 2006                         |
| 35b        | 9b        | Kuschel-Krabbler                     | Snuggle Bugs                    | 20. März 2006           | 20. Sep. 2006                         |
| 36         | 10        | Der geheime Frosch                   | Secret Frog                     | 20. Juni 2005           | 21. Sep. 2006                         |
| 37         | 11        | Der große grüne Krabbler             | The Big Green Bug               | 21. Juni 2005           | 22. Sep. 2006                         |
| 38         | 12        | Sei Gut Zu Krabblern... und Fröschen | Be Good to Bugs... and Frogs    | 27. Juni 2005           | 25. Sep. 2006                         |

## Staffel 3
| Nr. (ges.) | Nr. (St.) | Deutscher Titel                 | Originaltitel            | Erstausstrahlung Kanada | Deutschsprachige Erstausstrahlung (D) |
| ---------- | --------- | ------------------------------- | ------------------------ | ----------------------- | ------------------------------------- |
| 39a        | 1a        | Fungus unter uns                | Fungus Among Us          | 22. Aug. 2006           | 26. Sep. 2006                         |
| 39b        | 1b        | Geerdet                         | Groud Bound              | 22. Aug. 2006           | 26. Sep. 2006                         |
| 40a        | 2a        | Das große Jucken                | Pitch and Itch           | 23. März 2006           | 27. Sep. 2006                         |
| 40b        | 2b        | Bitte lächeln, Hospi!           | Bounce Back              | 23. März 2006           | 27. Sep. 2006                         |
| 41a        | 3a        | Der Melodienfänger              | Lost and Sound           | 14. Mai 2007            | 28. Sep. 2006                         |
| 41b        | 3b        | Überraschung!                   | It's My Party            | 14. Mai 2007            | 28. Sep. 2006                         |
| 42a        | 4a        | Krabblerschlaflied              | Lulla-Bug                | 19. Nov. 2006           | 29. Sep. 2006                         |
| 42b        | 4b        | Der vollkommenste Vater         | The Most Perfect Parent  | 19. Nov. 2006           | 29. Sep. 2006                         |
| 43a        | 5a        | Der Staudamm                    | Dam the Puddle           | 16. Mai 2007            | 2. Okt. 2006                          |
| 43b        | 5b        | Flower Power                    | Flower Power             | 16. Mai 2007            | 2. Okt. 2006                          |
| 44a        | 6a        | Der Schlangenbeschwörer         | Snake Charmer            | 31. März 2007           | 1. Apr. 2007                          |
| 44b        | 6b        | Eine Party für Papis            | A Party for Pops         | 31. März 2007           | 1. Apr. 2007                          |
| 45a        | 7a        | Ein Frosch auf dem Mond         | Frog in the Moon         | 17. Mai 2007            | 15. Apr. 2007                         |
| 45b        | 7b        | Mondmusik und sonnenlieder      | Moon Music and Sun Songs | 17. Mai 2007            | 15. Apr. 2007                         |
| 46a        | 8a        | Cowboy-Krabbler                 | Giddy Up Bugs            | 16. Sep. 2006           | 8. März 2015                          |
| 46b        | 8b        | Ein Plüschiges Gleichnis        | A Plushy Parable         | 16. Sep. 2006           | 8. März 2015                          |
| 47a        | 9a        | Herr Spott-Krabbler             | Mr. Mocking-Bug          | 7. Apr. 2007            | 9. März 2015                          |
| 47b        | 9b        | Sonderbarer Kauz                | Odd Bug Fellows          | 7. Apr. 2007            | 9. März 2015                          |
| 48a        | 10a       | Der Frühling Hat Verschlafen    | Spring Unsprung          | 26. März 2007           | 9. März 2015                          |
| 48b        | 10b       | Unbeholfene Bienen              | Bumbling Bees            | 26. März 2007           | 9. März 2015                          |
| 49a        | 11a       | Sonnenfinsternis                | Eclipse                  | 17. Sep. 2006           | 10. März 2015                         |
| 49b        | 11b       | Stinky und die Detektive        | Hide and Sleuth          | 17. Sep. 2006           | 10. März 2015                         |
| 50a        | 12a       | Meister Mantis                  | Master Mantis            | 8. Mai 2007             | 11. März 2015                         |
| 50b        | 12b       | Krabblerversität                | Bug-Versity              | 8. Mai 2007             | 11. März 2015                         |
| 51a        | 13a       | Strauchi-Aufzucht               | Bringing Up Shrubby      | 26. Okt. 2008           | 12. März 2015                         |
| 51b        | 13b       | Immer Zusammenhalten            | Stuck on You             | 26. Okt. 2008           | 12. März 2015                         |
| 52a        | 14a       | Krabbleraussprache              | Bug Talk                 | 8. Mai 2007             | 11. Mai 2015                          |
| 52b        | 14b       | Der verwirrte Schmetterling     | The Befuddled Butterfly  | 8. Mai 2007             | 11. Mai 2015                          |
| 53a        | 15a       | Gute-Tat-Samen                  | Good Deed Seeds          | 8. Okt. 2008            | 6. Okt. 2015                          |
| 53b        | 15b       | Muschelchen und das Superhirn   | Shelley and the Brain    | 8. Okt. 2008            | 6. Okt. 2015                          |
| 54a        | 16a       | Klein Marienkäfer ging verloren | Little Ladybug Lost      | 20. Mai 2007            | 7. Okt. 2015                          |
| 54b        | 16b       | Eine Käfervolle Familie         | A Beetle-Ful Family      | 20. Mai 2007            | 7. Okt. 2015                          |
| 55a        | 17a       | Nacht und Tag                   | Night and Day            | 22. Okt. 2006           | 8. Okt. 2015                          |
| 55b        | 17b       | Maiskolben-Nebel                | Cob Fog                  | 22. Okt. 2006           | 8. Okt. 2015                          |

## Special
| Nr. (ges.) | Nr. (St.) | Deutscher Titel | Originaltitel                        | Erstausstrahlung Kanada | Deutschsprachige Erstausstrahlung (D) |
| ---------- | --------- | --------------- | ------------------------------------ | ----------------------- | ------------------------------------- |
| Special    | 1         | –               | The Prince, the Princess and the Bee | 24. Juli 2006           | –                                     |